# Leonardo Moreira Morais
Leonardo Moreira Morais, genannt Léo Morais oder nur Léo, (* 3. Oktober 1991 in Salvador) ist ein brasilianischer Fußballspieler. Der Rechtsfuß wird als linker oder rechter Verteidiger eingesetzt.

## Karriere
Léo startete seine Laufbahn in der Jugendmannschaft des EC Vitória. Hier schaffte der Spieler 2010 auch den Sprung in den Profikader. Nach einer Zwischenstadion im Rahmen eines Leihgeschäftes 2010 beim Athletico Paranaense, wurde 2014 vom CR Flamengo für fünf Jahre verpflichtet. Bereits nach einem Jahr wurde allerdings wieder verliehen. Nachdem sein Kontrakt mit Flamengo Ende 2018 ausgelaufen war, war Léo zunächst ohne neuen Vertrag. Nach der Austragung der Staatsmeisterschaften gab der Avaí FC Ende Mai bekannt ihn für die Série A 2019 verpflichtet zu haben. Nach Abschluss der Saison Anfang Dezember 2019, war er zunächst ohne Anstellung. Im März 2020 unterzeichnete Léo seine Rückkehr zu Vitória. Für Vitória bestritt er in der Saison 2020 zwei Spiele in Staatsmeisterschaft von Bahia und zwölf in der Série B 2020 (keine Tore). Der Klub verlängerte im November seinen Vertrag im Dezember des Jahres auslaufenden Vertrag bis zum Ende der Meisterschaft (die Saison war aufgrund der COVID-19-Pandemie verschoben worden). Nach Beendigung der Série B 2020 im Januar 2021 war Léo ohne neuen Vertrag.
Von Mai bis Juli 2022 trat der Spieler für den Botafogo SC in der zweiten Liga der Staatsmeisterschaft von Bahia an. Im Dezember des Jahres erhielt er dann einen Kontrakt beim Londrina EC für das Jahr 2023. In der Série B 2023 belegte der Klub einen enttäuschenden 19. Platz und musste in die Série C absteigen. Dabei kam Léo zu zehn von 38 möglichen Spielen (kein Tor), davon neun in der Startelf. In die Saison 2024 startete er mit Monte Roraima FC, einem erst im März 2023 gegründeten Klub. Mit dem Klub sollte er in der Staatsmeisterschaft von Roraima antreten.

## Erfolge
Vitória
- Copa do Nordeste: 2010

Flamengo
- Taça Guanabara: 2014
- Staatsmeisterschaft von Rio de Janeiro: 2014

Internacional
- Staatsmeisterschaft von Rio Grande do Sul: 2015

Athletico Paranaense
- Staatsmeisterschaft von Paraná: 2016